# Jack Ackroyd
John William „Jack“ Ackroyd (* 8. Mai 1895 in Rotherham; † 10. Juni 1967 in San Francisco) war ein englischer Fußballspieler.

## Karriere
Ackroyd spielte für den Norland FC als linker Außenläufer in der Halifax & District League, bevor er im April 1915 zu Halifax Town in die Midland Counties League wechselte. Bei Halifax kam er in der Folge zu insgesamt drei Ligaeinsätzen als linker Außenläufer, bevor der Spielbetrieb wegen des Ersten Weltkriegs zum Ende der Saison 1915/16 eingestellt wurde. Nach dem Ende der Kampfhandlungen gehörte Ackroyd dem Fußballklub der bei Rotherham gelegenen Silverwood Colliery an; mit der Wiederaufnahme des regulären Spielbetriebs zur Saison 1919/20 schloss sich Ackroyd Rotherham County an, die neu in die Football League Second Division aufgenommen wurden. Bei Rotherham kam Ackroyd im Saisonverlauf nur zu einem Auftritt in der ersten Mannschaft, das Auswärtsspiel beim späteren Aufsteiger Huddersfield Town am 25. Dezember 1919 ging mit 1:7 verloren.
Zumeist im Reserveteam in der Midland League aktiv, schloss sich Ackroyd, der immer noch der Armee angehörte, 1920 dem dortigen Ligakonkurrenten Scunthorpe & Lindsey United an. Federführend für den Wechsel war Herbert Lloyd, mit dem er zuvor bei Rotherham zusammengespielt hatte. Bei Scunthorpe wurde Ackroyd, der durch seine Einsatzbereitschaft Publikumsliebling wurde, zumeist in der Abwehr aufgeboten und bildete mit Charlie Betts das Verteidigerpärchen. Mit einem strammen Schuss ausgestattet, zeichnete Ackroyd auch als Elfmeterschütze verantwortlich und half gelegentlich auf der Mittelstürmerposition aus. Einen Fehlschuss vom Elfmeterpunkt leistete er sich in der dritten Qualifikationsrunde des FA Cups bei Gainsborough Trinity, als er bei seinem Schuss gegen Torhüter Walter Scott in den Boden trat und der Ball kaum bis zur Torlinie kullerte, wo er von Scott aufgenommen wurde; das Heimteam gewann die Partie letztlich 2:0.
Zur Saison 1922/23 kehrte Ackroyd in die Football League zurück, Exeter Citys Manager Arthur Chadwick holte den Verteidiger in die Third Division South. Dort kam Ackroyd im Saisonverlauf zu 30 Liga- und drei FA-Cup-Einsätzen (Aus in der 5. Qualifikationsrunde gegen Bath City), zum Saisonende hin verlor er aber seinen Platz an Andy Flynn und verließ den Klub nach einer Spielzeit wieder. Seine Karriere fand in der Saison 1923/24 ihre Fortsetzung in der Third Division North bei Grimsby Town. Ackroyd bildete an den ersten sechs Spieltagen mit George Affleck das Verteidigerpaar, bevor er von Neuzugang Harry Arch verdrängt wurde und anschließend bis Saisonende nur noch für das Reserveteam in der Midland League in Erscheinung trat. 